# (100125) 1993 QG7
(100125) 1993 QG7 es un asteroide perteneciente al cinturón de asteroides, descubierto el 20 de agosto de 1993 por Eric Walter Elst desde el Observatorio de La Silla, Chile.